# Ivan Mikhailovich Simonov
Ivan Mikhailovich Simonov (20 de junho de 1794 — 10 de janeiro de 1855) foi um astrônomo e geodesista russo.

## Biografia
Completou seus estudos e tornou-se professor de física na Universidade Estatal de Kazan em 1816 onde foi um amigo próximo de Nikolai Lobachevsky. Foi membro correspondente da Academia de Ciências de São Petersburgo a partir de 1829 e em 1846 foi reitor da Universidade Estatal de Kazan.